# Eugen Müller (Chemiker)
Eugen Müller (* 21. Juni 1905 in Merken/Düren; † 26. Juli 1976 in Tübingen) war ein deutscher Chemiker.

## Leben und Werk
Eugen Müller promovierte 1927 an der Friedrich-Wilhelm-Universität (heute Humboldt-Universität zu Berlin) bei Wilhelm Schlenk mit der Arbeit Über neue alkaliorganische Verbindungen und habilitierte sich 1933 bei Alfred Wohl an der Technischen Universität Danzig.  
Müller war anschließend Assistent Adolf Butenandts an der Technischen Universität Danzig. Zum 1. August 1935 trat er der NSDAP bei (Mitgliedsnummer 3.703.086). 1937 wurde er Oberassistent an der Universität Jena und dort 1939 zum apl. Professor ernannt. Daneben betätigte sich Müller im Gauamt Technik der thüringischen NSDAP als Gaufachgruppenverwalter Chemie. 1942 wurde er an die Universität Frankfurt am Main berufen, wo er Ordinarius und Direktor des Instituts für Organische Chemie wurde.
Ab 1952 lehrte Müller an der Universität Tübingen, wo er von 1957 bis 1973 Professor für angewandte Chemie war. Müller war Herausgeber des Nachschlagewerkes Houben-Weyl. Seit 1968 war er ordentliches Mitglied der Heidelberger Akademie der Wissenschaften.

## Ehrungen
- Adolf-von-Baeyer-Denkmünze der Gesellschaft Deutscher Chemiker 1975